# 趙志孟
趙志孟（1579年—1633年），字浩衷，號二瞻，陕西凤翔府扶風縣軍籍。明朝官员。

## 生平
天啓四年（1624年）甲子科陕西乡试举人，天啓五年（1625年）联捷乙丑科進士，授河北任县知县，调繁移永年县，擢南京浙江道御史，迁尚宝司丞。风流有才思，炫耀一时，逝于金陵。

## 家族
父赵应祯，以子志孟赠御史。母任氏，赠孺人。